# Еврейский фольклор
Еврейский фольклор — духовное творческое наследие еврейского народа, существующее преимущественно в устной форме. По бытования выделяется ряд категорий фольклор, включая народные словесность, театр, музыку, танец, изобразительное искусство, в том числе архитектуру и декоративно-прикладное искусство, а также образ поведения и народные обряды, в том числе поверья и обычаи.
В 1-м тысячелетии до н. э. у древних изрильтян на основе общей западносемитской мифологии начала складываться еврейская (или иудаистическая) мифология, ставшая основным элементом еврейского фольклора, повлиявшего на священные тексты иудаизма. Еврейская мифология оказала глубокое влияние на христианскую и мусульманскую мифологию, а также на мировую культуру в целом. В свою очередь и сама еврейская мифология в процессе своего развития подверглась влиянию мифологий других культур. Данные археологии позволяют сопоставить библейский рассказ с источниками по древней ближневосточной мифологии. На ранней стадии своего развития еврейская мифология представляла собой переработку западносемитской мифологии в направлении развития монотеизма. Значительная часть сказаний Пятикнижия относится к протоеврейским мифам. Даже став частью Торы, они продолжали оказывать влияние на формирование народных легенд, хотя этиологические элементы мифов были вытеснены в процессе развития нормативного иудаизма. Среди библейских сказаний по содержанию различаются космогонические, топонимические, этнографические, исторические и героические. В шумеро-аккадской мифологии также развиты мотивы водного хаоса как исходного состояния мира, изгнания из рая, потопа и др., но в Библии эти мифологические элементы подчинены идее правосудного гнева Бога и концепции монотеизма.
Концепция широких устных контактов еврейской и греко-римской мифологий в эллинистическую и талмудическую эпохи является основой сравнительного подхода к изучению легенд, сохранившихся в апокрифах, псевдоэпиграфах, Талмуде и Мидраше. В послебиблейскую эпоху развитие еврейской мифологии происходило в трёх средах: в раввинистическая учёная традиция Талмуда и мидрашей, в полуортодоксальная или неортодоксальная мистическая традиция и народные поверья. На периферии, вне рамок собственно религии иудаизма, еврейская мифология частично утрачивает свою специфику и сближается с традиционными мифологиями.
Многие сравнительно поздние еврейские этиологические сказания представляют собой осколки древних мифов. Большинство из них «узаконивают» недавно возникшие или заимствованные обычаи, с целью чего подчёркивается их древнее происхождение. Согласно одному из мидрашей, обычай смотреть на ногти во время церемонии хавдалы связывается с Адамом, который, как утверждается, обладал почти Божественной мудростью и принёс с небес на землю огонь и свет. Это сказание имеет очевидное сходство с древнегреческим мифом о Прометее и другими мифами о похищении огня.
Большинство распространённых еврейских этиологических сказаний, которые объясняют происхождение необычных явлений или укоренившихся обычаев и не имеют освящённого законом объяснения в письменных источниках, представляют собой разработку библейского эпоса, опиравшегося на универсальные мифологические архетипы. Это явление имеет место и в европейском фольклоре. Так, оригинальный сюжет Мидраша (Танх., Моах 13; Быт. Р. 36:3—4) о Ное, насадившем виноградник с помощью Сатаны, в европейском фольклоре трансформируется в типичную этиологическую сказку, объясняющую свойства вина. Четыре отличительные черты вина и пьяного человека восходят к характерным особенностям четырёх животных, которых Сатана принёс в жертву при насаждении виноградника: ягнёнка, льва, обезьяны и свиньи. Как в еврейских, так и в нееврейских вариантах сюжета некоторые из этих животных заменены павлином, козлом и т. д. Однако если большинство нееврейских изводов этого сказания носят не дидактический, а чисто этиологический характер, то в еврейских версиях на первый план выступает нравоучительная идея — суровое осуждение пьянства как истока всех пороков, разрушающих человека, благодаря чему сказание приближается к поэтике притчи.
Разновидности еврейского фольклора связаны друг с другом, что наиболее проявляется в ходе праздников. Организующим началом Песаха выступает Пасхальная Агада, в которой описан ритуал седер. Процесс чтения Аггады предполагается перемежать исполнением песен и легенд. Важное значение имеет прикладное искусство, в котором основными являются еврейские фольклорные мотивы, включая кубок, предназначенный пророку Илии и иные столовые принадлежности, а также вышитые скатерти и салфетка для мацы. В том же изобразительном народном искусстве выполняется оформление Агады, богаче иллюстрированной, чем сиддур и менее строгий махзора.
На еврейский фольклор повлияли культуры различных соседних народов, в особенности в эпоху галута. Этот фактор, а также существенная разница в условиях жизни разных еврейских общин способствовали формированию больших региональных отличий, которые могли превосходить местные особенности фольклора других народов. В то же время для еврейского фольклора характерна самобытность, определяемая единством духовной культуры. Фольклором еврейского народа было адаптировано большое число универсальных и местных традиций, с течением времени получивших характерные для еврейской культуры черты.
Слава Божья персонифицируется в ангелах. В послебиблейский период происходит детализация представлений об ангелах: имена, которые отчасти использовались в магических целях, к примеру, на амулетах; идея субстанции света или образы такой стихии, как огненная, вихревая и водная, из которой ангелы сотворены, и др. Талмуд описывает могущество ангелов, но предостерегает от смешения их с Богом. Ангелам противостоят смутные образы демонических существ: Асмодей, женские демоны — Лилит, Аграт бат Махлат, Наама и др., которые представлены соблазнительными для мужчин и губительными в отношении рожениц и младенцев и т. п. (в греческой мифологии ту же роль играла Ламия); болезнетворные духи особых недугов: Шаврири, Руах Церада, Бен Темальйон и др. Еврейские представления об ангелах и демонах ближе всего к образам зороастрийской мифологии: семь архангелов — семь амеша спента, Сатана — Ангро-Майнью и др. Раввинистическая традиция негативно относится к образам этих существ, но в бытовой среде страх перед ними был распространён. Так, от 17 таммуза до 9 ава нужно было бояться встречи с Кетебом Мерири — демоном с головой телёнка, у которого были вращающиеся рога и единственный глаз в груди.
Катастрофа европейского еврейства стала причиной гибели многих носителей еврейского фольклора и большого числа памятников народного творчества, прервала традиционный уклад жизни, уничтожила среду формирования и бытования фольклора. С этого периода многие фольклорные направления исчезают, оставаясь только в восточной еврейской культуре.